# Parcul Național Blue-Mountains
Parcul Național Blue-Mountains este situat în regiunea Blue Mountains în partea estică a munților Great Dividing Range în statul New South Wales, Australia, la ca. 80 km vest de Sydney. Parcul are surafața de 2470 km², fiind un platou înalt traversat de râuri. Punctul cel mai înalt al parcului este Mount Werong cu 1.215 m, iar cel mai jos fiind albia lui Nepean River cu altitudinea de 20 m deasupra n.m.. Numele parcului provine de la culoarea albastruie a eucalipților și vaporii uleiurilor eterice albăstrui emanați de aceștia. Râurile cele mai mari din parc sunt Coxs și Wollondilly River alimentează lacul de acumulare Warragamba, care este sursa importantă de apă potabilă a orașului Sydney. Structura petrografică în depresiunea Blue-Mountains constă în principal din roci sedimentare, pe când munții sunt alcătuiți din roci magmatice reprentate prin bazalte care au fost supuse unor procese intense de eroziune.

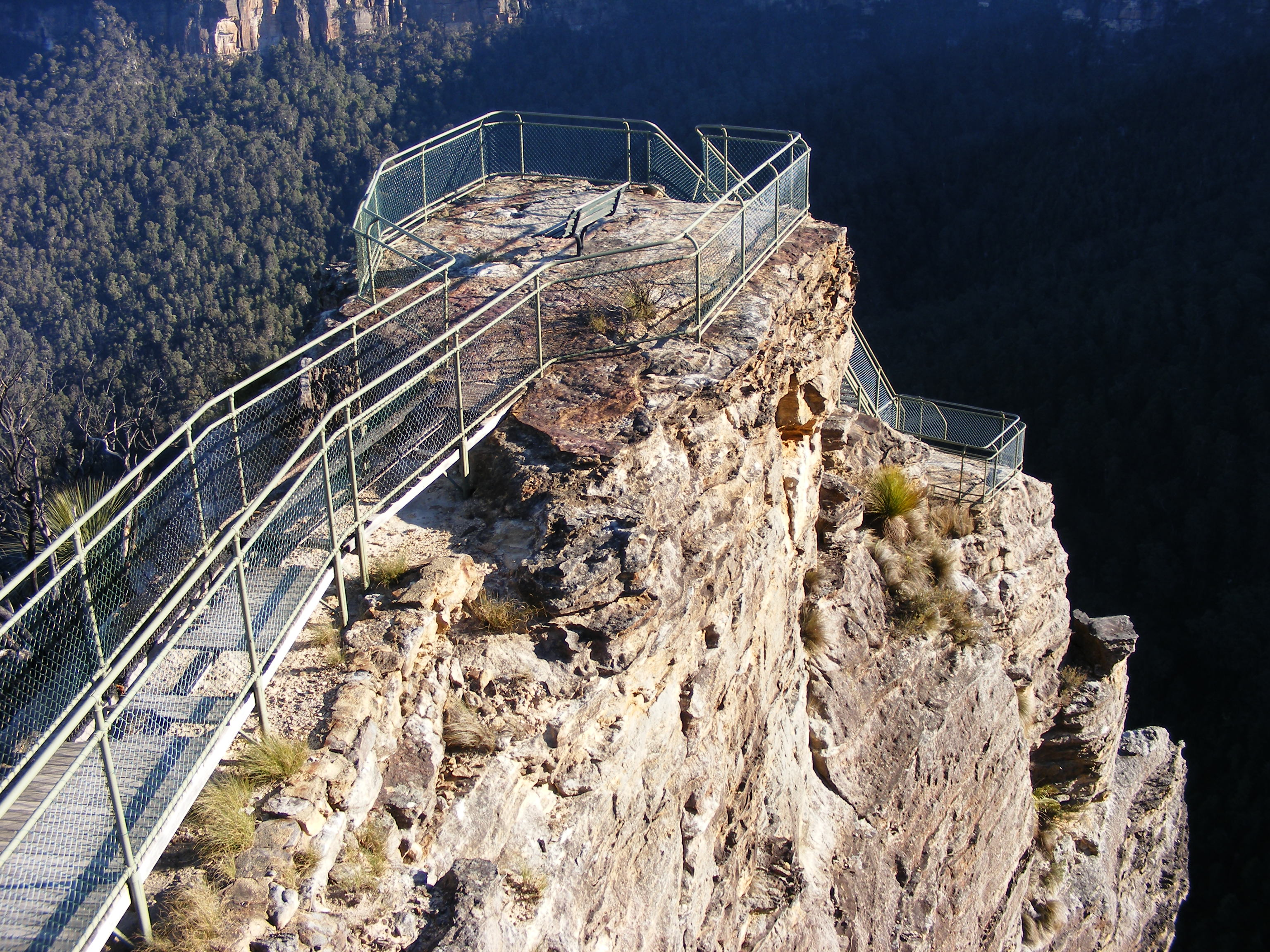
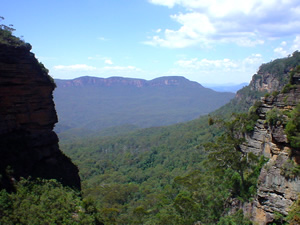

1. ↑   https://www.protectedplanet.net/356 Lipsește sau este vid: |title= (ajutor)